# Paullinia stenopetala
Paullinia stenopetala är en kinesträdsväxtart som beskrevs av Paul Antoine Sagot. Paullinia stenopetala ingår i släktet Paullinia och familjen kinesträdsväxter. Inga underarter finns listade i Catalogue of Life.